# Walter Niemann (Schiedsrichter)
Walter Niemann (* 1. Januar 1933; † 21. September 2007) war ein deutscher Fußballschiedsrichter.

## Leben
Niemann, Mitglied der SV Blankenese, leitete als Schiedsrichter zwischen 1970 und 1980 33 Spiele in der Fußball-Bundesliga. Er durfte ab 1980 keine Bundesliga-Spiele mehr leiten, weil er die Altershöchstgrenze von 47 Jahren erreicht hatte. Des Weiteren wurde er in 38 Begegnungen der 2. Fußball-Bundesliga eingesetzt. Als Pressesprecher gehörte er zur Führungsgruppe des Hummelsbütteler SV, als der Verein in der Oberliga spielte. Von diesem Amt trat er im April 1981 zurück. Niemann war auch im Pferdesport beschäftigt und übte auf der Trabrennbahn Bahrenfeld die Tätigkeit des Starters aus.